# Шаховцев Михайло Андрійович
Михайло Андрійович Шаховцев (нар. 1913 — пом. 1944) — радянський військовик часів Другої світової війни, заступник командира зі стройової частини 140-го гвардійського стрілецького полку 47-ї гвардійської стрілецької дивізії 8-ї гвардійської армії, гвардії майор. Герой Радянського Союзу (1945).

## Життєпис
Народився 8 (21) листопада 1913 року в родині православного священнослужителя. Росіянин. Тривалий час місцем народження вважається село Березівка Херсонської губернії Російської імперії (нині — місто, районний центр Одеської області). За даними тульського краєзнавця Валентина Огнєва, М. А. Шаховцев насправді народився в селі Семенек Єфремовського повіту Тульської губернії (нині — Липецька область РФ).
Закінчив Саратовський інститут механізації сільського господарства. Працював головним інженером обласного управління сільського господарства в місті Барнаулі.
До лав РСЧА призваний у 1940 році. У 1941 році закінчив Ташкентське військове піхотне училище. На фронтах німецько-радянської війни з кінця 1941 року. У 1942 році закінчив Курси удосконалення командного складу при Військовій академії імені М. В. Фрунзе, по закінченні яких у серпні 1942 року був призначений ад'ютантом старшим стрілецького батальйону 473-го стрілецького полку 154-ї стрілецької дивізії. Брав участь у боях під Козельськом, за що дивізія була перетворена в «Гвардійську». Учасник Сталінградської битви. Член ВКП(б) з 1943 року.
Будучи командиром 2-го стрілецького батальйону 140-го гвардійського стрілецького полку 47-ї гвардійської стрілецької дивізії, гвардії капітан М. А. Шаховцев брав участь у визволенні Донбасу. 17 липня 1943 року батальйон під його командування у брід форсував Сіверський Донець й з ходу захопив панівну висоту. Отримавши поранення, не полишив поле бою, брав участь у відбитті 8 контратак супротивника. У подальшому з боями пройшов через всю Україну.
Особливо заступник командира зі стройової частини 140-го гвардійського стрілецького полку 47-ї гвардійської стрілецької дивізії гвардії майор М. А. Шаховцев відзначився в боях на території Польщі. У серпні 1944 року передові загони радянських військ форсували річку Вісла в районі міста Магнушева й захопили плацдарм на лівому березі. Протягом 10-14 серпня супротивник, зібравши на окремих ділянках оборони значні сили піхоти і танків, при підтримці авіації, здійснив низку потужних контратак. 14 серпня 1944 року у критичний момент бою, коли супротивник переважаючими чисельно силами намагався вклинитись в оборону 3-го стрілецького батальйону, майор Шаховцев, що перебував у розташуванні 3-ї роти автоматників, особисто підняв бійців в атаку й змусив ворога відступити. Загинув у цьому бою.
Похований на кладовищі в місті Ласкажев Гарволінського повіту Мазовецького воєводства Польщі.

## Нагороди
Указом Президії Верховної Ради СРСР від 24 березня 1945 року за зразкове виконання бойових завдань командування на фронті боротьби з німецькими загарбниками та виявлені при цьому відвагу і героїзм, гвардії майорові Шаховцеву Михайлу Андрійовичу присвоєне звання Героя Радянського Союзу (посмертно).
Також нагороджений орденами Леніна (24.03.1945), Олександра Невського (05.10.1943), Вітчизняної війни 1-го ступеня (31.07.1944), Червоної Зірки (20.12.1942).